# Gear.Club Unlimited
Gear.Club Unlimited es un videojuego de carreras desarrollado por Eden Games y publicado por Microïds para Nintendo Switch. Fue lanzado el 21 de noviembre de 2017 en Norteamérica, en Europa el 1 de diciembre de 2017 y en Japón el 14 de diciembre de 2017. Es una versión ampliada del juego Gear.Club para dispositivos móviles iOS/Android.
En 2018 se anunció una secuela, Gear.Club Unlimited 2. Fue lanzado el 4 de diciembre de 2018 para Nintendo Switch.

## Jugabilidad
Gear.Club Unlimited es un videojuego de carreras en el que el jugador controla un automóvil para correr desde la línea de salida hasta la línea de meta. El juego cuenta con 32 autos, divididos en 4 clases, A, B, C, D, que a su vez se dividen en múltiples subgrupos. El juego comienza donde al jugador se le presta un McLaren 570S para probar los controles y la jugabilidad. Con suficiente dinero para comprar un Nissan 370Z o un Chevrolet Camaro 1LS. El jugador comienza en los campeonatos más bajos y comienza a correr para obtener suficientes estrellas para desbloquear nuevas zonas en el mapa del juego, que representa Sur de Europa. Hay tres tipos de carreras, carrera, rally y contrarreloj. El juego también tiene una función de "rebobinar" que se puede utilizar si se comete un error, lo que permite al jugador retroceder el tiempo de manera efectiva e intentar recuperarse de sus errores.
El juego tiene 32 autos, incluido el W Motors Lykan Hypersport, el Acura NSX, el McLaren P1, el Pagani Huayra Roadster, el Ford Mustang GT, el AC 378 GT Zagato y más.

## Desarrollo
El juego comenzó a desarrollarse a finales de 2014 cuando Eden Games se convirtió en un estudio de juegos independiente libre de Atari.
En junio de 2017, el editor Microïds anunció una línea de juegos que estaban lanzando para Nintendo Switch, uno de los cuales se creía que era un puerto del juego móvil Gear.Club. A principios de agosto de 2017, Microïds reveló a través de Nintendo Life que el título es de hecho Gear.Club Unlimited, que es una expansión del juego móvil gratuito con coches y modos adicionales. Más tarde ese mes, Microïds confirmó una fecha de lanzamiento del 1 de diciembre de 2017, aunque más tarde aclararon en octubre que la fecha de lanzamiento de diciembre solo se aplica a Europa, y anunciaron que el juego se lanzará en Norteamérica el 24 de noviembre de 2017, con un lanzamiento físico limitado exclusivo para GameStop. Antes del lanzamiento del juego, Eden Games colaboró con DriveTribe para un obsequio a sus miembros, quienes eran elegibles para recibir un código de cantidad limitada que les permitía desbloquear el Chevrolet Camaro 50th Anniversary Archivado el 5 de octubre de 2018 en Wayback Machine. coche en el juego.
En una entrevista con Red Bull, el desarrollador Eden Games aclaró que Gear.Club Unlimited, a diferencia de su predecesor móvil gratuito Gear.Club, es un título prémium completo y no tiene microtransacciones. Agregaron que el juego aprovecha el poder y los atributos de Nintendo Switch, indicando que la fidelidad gráfica será de 1080p a 30 fps constantes en el modo acoplado, y que el juego es compatible con el modo multijugador local en pantalla dividida. con hasta cuatro jugadores usando un solo controlador Joy-Con. También hay planes para contenido descargable en el futuro.

## Recepción
El juego recibió "críticas mixtas o promedio" en Metacritic con una puntuación de 64. Fue elogiado constantemente por sus gráficos, jugabilidad y falta de  microtransacciones, pero criticado por sus carreras cortas y repetitivas y su débil IA.